# Rotonda de la Venencia
La rotonda de la Venencia, también conocida como rotonda del Catavino o glorieta Manuel Simó de la Riva, es una rotonda ubicada en Jerez de la Frontera (Andalucía, España).
La Rotonda de la Venencia surgió, al igual que la rotonda del Minotauro, de la elevación de la vía férrea Madrid - Cádiz.

## Descripción
La elevación del ferrocarril en Jerez a finales de los 90, que hasta entonces dividía en dos la ciudad, proporcionó nuevos espacios urbanos a la capital de la comarca.
Una de esas zonas, ampliado gracias al espacio ganado al tren, posibilitó la creación de la Rotonda de la Venencia, un punto catalizador del tráfico en cuatro direcciones, aumentando considerablemente el tráfico rodado en la zona.
- Dirección Sevilla / Aeropuerto. Se bifurca en la salida dirección calle de Rafael Alberti hacia la avenida de Europa y en dirección calle de Martín Ferrador, hacia la avenida Alcalde Álvaro Domecq y plaza del Caballo.
- Dirección Bahía de Cádiz. En la salida dirección rotonda del Minotauro / plaza Madre de Dios.
- Dirección Centro Ciudad. A través de la avenida Virgen De Fátima.
- Dirección Jerez Este. En la salida hacia El Pelirón, en dirección avenida de la Universidad, Campus de Jerez.

Su posición central de tráfico implicó la ubicación de la Estación de Bomberos en sus inmediaciones.

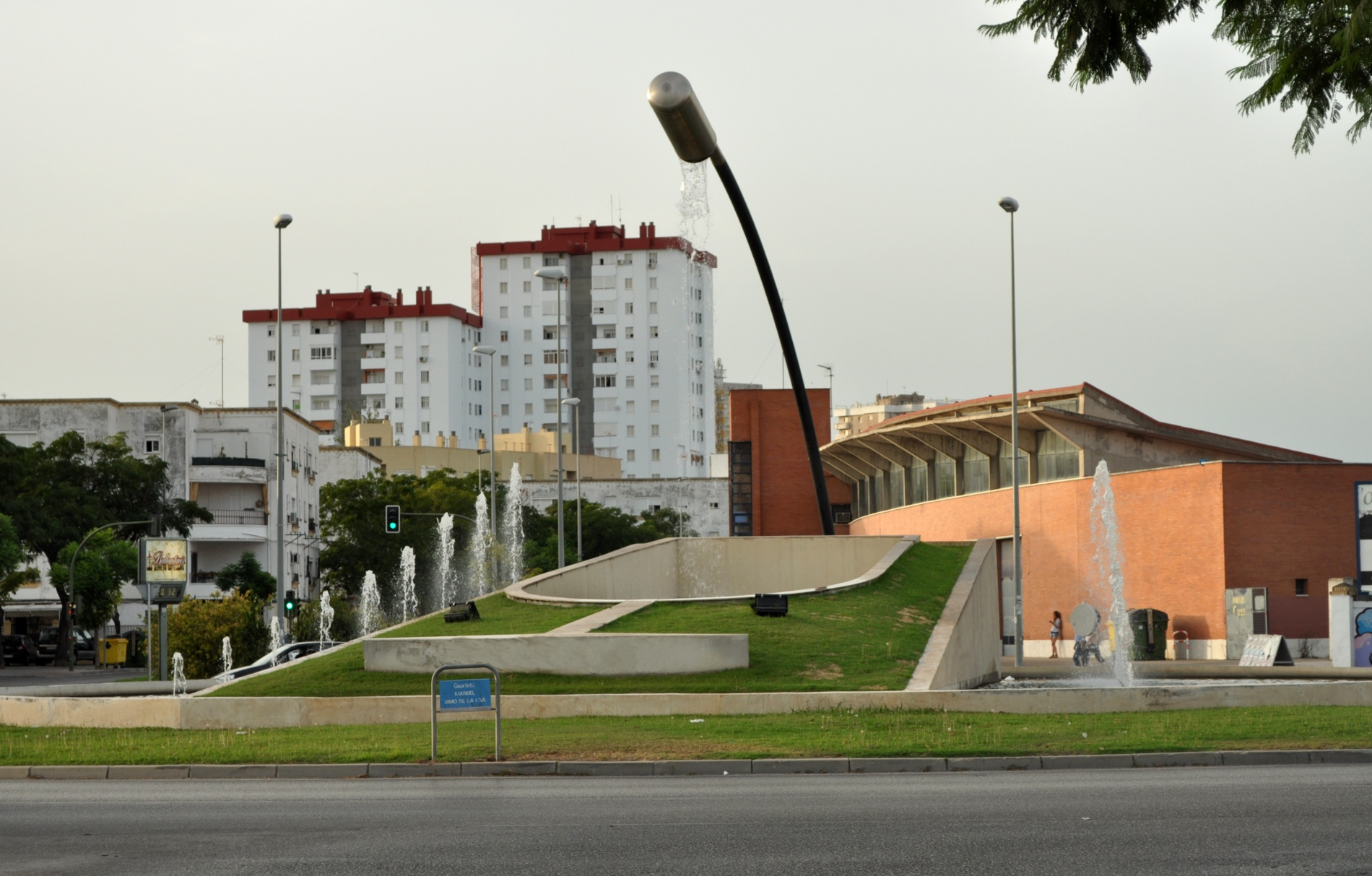
Rotonda con estación de bomberos